# COVID-19-Pandemie in der Vatikanstadt
Die COVID-19-Pandemie in der Vatikanstadt tritt seit März 2020 als regionales Teilgeschehen des weltweiten Ausbruchs der Atemwegserkrankung COVID-19 auf und beruht auf Infektionen mit dem Ende 2019 neu aufgetretenen Virus SARS-CoV-2 aus der Familie der Coronaviren. Die COVID-19-Pandemie breitet sich seit Dezember 2019 von der chinesischen Metropole Wuhan, Provinz Hubei ausgehend aus. Ab dem 11. März 2020 stufte die Weltgesundheitsorganisation (WHO) das Ausbruchsgeschehen des neuartigen Coronavirus als Pandemie ein. Die Vatikanstadt zählt etwa 450 Einwohner.

## Verlauf
Der erste Fall trat am 5. März 2020 auf. Der Erkrankte hatte Ende Februar eine Konferenz über Künstliche Intelligenz in der Vatikanstadt besucht; die anderen Teilnehmer wurden verständigt. Am 24. März 2020 wurde gemeldet, dass zwei Angestellte der Vatikanischen Museen und ein Mitarbeiter der vatikanischen Zollstelle positiv auf das Virus getestet worden seien. Am 28. März 2020 meldete der Vatikan zwei weitere Fälle.
Bis Mitte Mai 2020 stieg die Gesamtzahl der Infizierten auf 12 Personen. Bei diesem Werte verharrte die Zahl bis zum 13. Oktober. An diesem Tag stieg die Zahl der Infizierten um 7 Personen auf 19, ehe sie am 16. Oktober stieg die Zahl der Infizierten abermals um 7 auf 26 Personen anstieg. Im Jahr 2021 traten keine neuen COVID-19-Fälle in der Vatikanstadt auf, erst am 19. Januar 2022 stieg die Zahl der Infizierten um 3 auf insgesamt 29 Personen. Seither kamen (Stand Februar 2023) keine neuen Infektionsfälle hinzu.

## Maßnahmen
Die Maßnahmen werden in Übereinstimmung mit den in der Italienischen Republik geltenden Maßnahmen ergriffen. Der in der Vatikanstadt gelegene Petersplatz und der Petersdom sind nicht zugänglich. Papstaudienzen finden nur als Livestream  statt. Die Vatikanischen Museen und Archive wurden geschlossen, der Publikumsverkehr der Kurienbehörden wurde eingestellt, und die Mitarbeiter der vatikanischen Einrichtungen arbeiteten in Schichten oder im Home-Office. Die Osterriten im und am Petersdom fanden ohne die Anwesenheit von Gottesdienstbesuchern statt, wurden jedoch weltweit medial übertragen.
Nach Beratungen eines Krisenstabs unter Leitung von Kardinalstaatssekretär Pietro Parolin wurden die Schutzmaßnahmen in der Vatikanstadt am 4. Mai vorsichtig gelockert, so kehrte ein Großteil der Bediensteten der Kurie in die Büros zurück. Ein Schichtdienst ermöglicht dabei, dass so wenige Personen wie möglich gleichzeitig arbeiten und dadurch Kontakt zueinander haben.
Am 23. Mai wurde bekannt, dass die Vatikanischen Museen ab dem 1. Juni unter diversen Vorsichtsmaßnahmen wie der Pflicht zum Tragen eines Mund-Nasen-Schutzes und der Temperaturmessung bei den Besuchern wieder geöffnet werden.
Für ein geplantes Konsistorium zur Ernennung neuer Kardinäle am 28. November 2020 wurde die Teilnehmerzahl deutlich begrenzt, zudem nahmen zwei neu ernannte Kardinäle aus Brunei bzw. den Philippinen lediglich per Videokonferenz an der Zeremonie teil.
An Weihnachten 2020 spendete der Papst den Segen Urbi et orbi nicht von der Loggia des Petersdoms aus, sondern in einer Benediktionsaula innerhalb der Kirche. Die Christmette fand wegen der Ausgangssperre in Rom am 24. Dezember bereits um 19.30 Uhr statt, zwei Stunden früher als gewöhnlich und mit eingeschränktem Platzangebot, alle Gottesdienste und die Segensspendung wurden medial übertragen.
Für Mitarbeiter der Vatikanstadt mit Publikumskontakt gilt seit dem 31. Januar 2022 eine Pflicht zum Nachweis einer Booster-Impfung.

## Statistik

Bestätigte Infizierte nach Daten der WHO. Oben kumuliert, unten Tageswerte